# Air Tahoma
Air Tahoma was een Amerikaanse cargo-luchtvaartmaatschappij met Columbus (Ohio), Ohio als thuisbasis. De maatschappij werd opgericht in 1996 in San Diego en verhuisde tweemaal, eerst naar Indianapolis en vervolgens naar Columbus. Air Tahoma voerde vrachtvluchten uit naar de Caribbean, Mexico, Vietnam, Phillipijnen en de Verenigde Staten. In 2009 werd het bedrijf opgeheven.

## Routes
- Miami - Cancún - Mérida
- Miami - Guatemala - San Pedro Sula
- Subic Bay - Saigon
- Aguadilla - Port of Spain

## Vloot
De vloot van Air Tahoma bestond uit de volgende toestellen:
- 8 Convair CV-580
- 3 Convair CV-240

## Incidenten
- In oktober 2003 vloog een Air Tahoma-vliegtuig in brand na de landing.
- Op 7 januari 2004 verloor een Convair 580 alle oliedruk en was gedwongen een noodlanding te maken in Memphis.
- Air Tahoma vlucht 185 verongelukte op 13 augustus 2004 tijdens het aanvliegen op Cincinnati/Northern Kentucky International Airport. Eerste officier Ray Gelwicks overleefde het ongeluk niet, de gezagvoerder kwam er met lichte verwondingen vanaf. Onderzoek wees uit dat nalatigheid van de gezagvoerder voor een brandstofprobleem heeft gezorgd.
- Air Tahoma vlucht 587 verongelukte op 1 september 2008 in Pickaway County, Ohio kort na het opstijgen van Rickenbacker International Airport. Alle drie de inzittenden kwamen om het leven. Na onderzoek bleek dat een kabel van het hoogteroer niet goed was bevestigd door onderhoudspersoneel. Bovendien is dit niet opgemerkt bij de check-up na het onderhoud en is de gezagvoerder nalatig geweest bij het controleren van het toestel voor de vlucht.